# Јован (сликар са Косова)
Jovan  (XIV век) био је српски сликар и иконописац.

## Уметничко дело
Јован  је око 1345. по наруџбини архиепископа Јоаникија осликао црвку Светог Димитрија у Пећкој Патријаршији. Јован се потсписао на грчком језику испод лика Богородице у апсиди. Јован је сликао чврсто моделоване фигуре код којих се примећују антички утицаји и природна боја тла.